# 李允
李允（1452年—？），字信之，四川重慶府忠州人，匠籍，明朝政治人物。

## 生平
四川鄉試第七名舉人，弘治六年（1493年）中式癸丑科會試第一百五十八名，三甲第三十八名進士。七年二月授翰林院检讨，侍诸王讲读。

## 家族
曾祖李仁海；祖父李銘，夏華縣知縣；父李繼康。母孟氏。永感下。